# Robert F. Lyons
Robert Francis Lyons (Albany, 17 de outubro de 1938) é um ator norte-americano.
Formado pela Academia Americana de Artes Dramáticas, sua estréia na carreira artística para o grande público (televisão e cinema) ocorreu no seriado televisivo I Dream of Jeannie. Após participar de vários seriados, em 1969 fez a sua estréia no cinema, no drama policial dirigido pelo diretor George Schaefer (primeiro loga-metragem de Schaefer, consagrado na televisão como diretor de vários seriados) Pendulum.
Também trabalhou em Dark Night of the Scarecrow, 10 to Midnight, Murphy's Law, Shoot Out, Gangster Wars, Falcon Crest, Roswell (série de televisão), Platoon Leader, Days of our Lives, Walker, Texas Ranger, Cold Case, Pray for Morning, The Burning Dead, entre outras dezenas de produções.

## Ligação externa
- Robert F. Lyons. no IMDb.